# الکساندر فون لینسینگن
الکساندر آدولف آگوست کارل فون لینسینگن (به آلمانی: Alexander Adolf August Karl von Linsingen) (زاده ۱۰ فوریه ۱۸۵۰ – درگذشته ۵ ژوئن ۱۹۳۵) ژنرال آلمانی در جنگ جهانی اول بود.